# ماهو نونامی
ماهو نونامی (انگلیسی: Maho Nonami) هنرپیشه اهل ژاپن است. 